# Jüdischer Friedhof (Turka)
Koordinaten: 49° 9′ 24,6″ N, 23° 2′ 7,9″ O

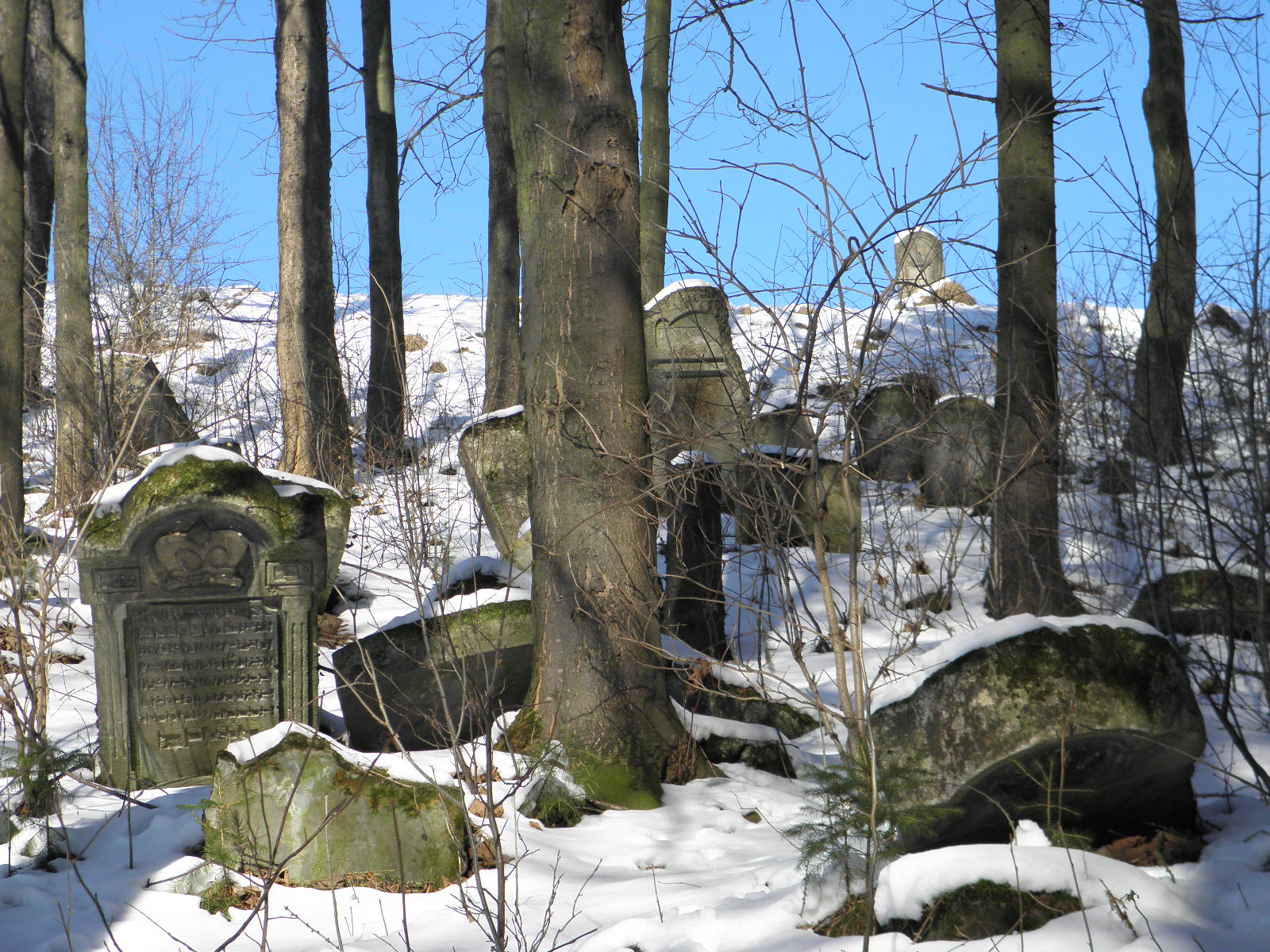
Jüdischer Friedhof Turka (2011)

Der Jüdische Friedhof Turka liegt in der Stadt Turka in den Waldkarpaten im Rajon Sambir in der westukrainischen Oblast Lwiw. Auf dem jüdischen Friedhof sind zahlreiche gut erhaltene Grabsteine vorhanden.